# Symphonia macrocarpa
Symphonia macrocarpa är en tvåhjärtbladig växtart som beskrevs av Jumelle. Symphonia macrocarpa ingår i släktet Symphonia och familjen Clusiaceae. Inga underarter finns listade i Catalogue of Life.